# Дрейк и Джош
«Дрейк и Джош» (англ. Drake & Josh) — американский молодёжный теле-ситком, рассказывающий о жизни двух сводных братьев, Дрейка Паркера и Джоша Николса, а также их сестры Меган и их родителей, Уолтера и Одри, живущих в Сан-Диего. Телесериал был создан по задумке Дэна Шнайдера на телеканале Nickelodeon. Телесериал стал очень популярен, неизменно пользовался признанием критиков и телезрителей, и считается одним из самых лучших проектов Nickelodeon. Телесериал неоднократно номинировался на престижные премии в области детского телевидения, и много раз выигрывал их, по его мотивам было написано 7 книг и создано 2 видеоигры.
Премьера сериала состоялась на американском канале Nickelodeon 11 января 2004 года. Телесериал завершился 5 декабря 2008 года показом полнометражного фильма «Счастливого Рождества, Дрейк и Джош».

## Сюжет
Немолодые люди, имеющие своих детей, Одри Паркер и Уолтер Николс, после долгих отношений решают пожениться. В то время как сын Уолтера, Джош, рад этому событию, сын Одри, Дрейк, и её дочь Меган — не особо. Сначала отношения у них не складывались, но позже мальчики стали очень дружны. Кроме того их сплотила общая вражда с Меган, которая постоянно хочет насолить мальчикам.
У ребят разные характеры: Джош обожает учиться, считает необходимым работать, правда забывая при этом о своей личной жизни, которая у него первое время не складывалась. Дрейк же полная противоположность сводному брату. Он абсолютно не учится, владеет собственной успешной музыкальной группой, поёт и играет на гитаре, а также обожает девочек, которые в большинстве своём от него без ума. Полярность их характеров, а также вмешательство Меган, и не всегда правильная оценка происходящего Одри и Уолтером зачастую приводят к курьёзным и смешным ситуациям.

## Персонажи

### Главные герои
- Дрейк Паркер (Дрейк Белл) (сезоны: 1-4) — один из главных героев, подросток, сводный брат Джоша и старший брат Меган, сын Одри. Он любит играть на гитаре, проводить время с красивыми девушками, ленивый, поэтому в школе учится плохо и никогда не делает домашнюю работу, любит сладкое. Редко слушается родителей. Дрейк — прямая противоположность Джошу.
- Джош Николс (Джош Пек) (сезоны: 1-4) — один из главных героев сериала, подросток, сводный брат Дрейка и Меган, сын Уолтера. Очень умный, поэтому хорошо учится в школе, чуткий, весёлый и добрый. Джош всё время попадает в неловкое положение и иногда кажется странным. Любит помогать людям, и Дрейк этим пользуется. Очень любит шоу Опры (Опра Уинфри). Джош старается делать всё «по правилам», про таких говорят: «Не такой, как все». Но он не из тех, кого обычно считают «крутыми». Его часто ставят в пример сверстникам, потому что он уважает взрослых и хорошо воспитан.
- Меган Паркер (Миранда Косгроув) (сезоны: 1-4) — младшая сестра Дрейка и сводная сестра Джоша, дочь Одри. Является главным антагонистом сериала, которая всячески издевается над двумя братьями, особенно над Джошем, никогда не получала наказания за свои деяния.
- Уолтер Николс (Джонатан Голдштейн) (сезоны: 1-4) — отец Джоша, муж Одри Паркер-Николс. Ведёт передачи о прогнозе погоды на телевидении. Иногда пытается найти общий язык с Дрейком, но тот всегда уходит от разговора. У него аллергия на тмин.
- Одри Паркер-Николс (Нэнси Салливан) (сезоны: 1-4) — мать Дрейка, Джоша и Меган, жена Уолтера Николса.

### Второстепенные герои
- Хелен Офелия Дюбуа (Иветт Николь Браун) (сезоны: 2-4) — менеджер кинотеатра, в котором работает Джош. Считает Дрейка отличным парнем, но почти не замечает Джоша. В детстве играла малышку Джорджи в ситкоме "Море Счастья", известна по фразе "Это не моё дело!". Очень богатый человек.
- Гэвин Митчелл (Джейк Ферроу) (сезоны: 2-4) — ленивый работник кинотеатра, в котором работает Джош. Выполняет мало обязанностей, однако указывает Джошу, что тот не работает. Занимается странными вещами, как, например, спать на крыше. Всегда просит Джоша помочь ему с необычными экстренными ситуациями, например отскрести подгузник с потолка в кинозале. Тайно влюблен в маму Дрейка и Джоша.
- Безумный Стив (Джерри Трейнор) (сезоны: 2-4) — сотрудник в кинотеатре, с психоэмоциональными расстройствами. Он легко выходит из себя, часто кричит на коллег и других людей. Но время от времени бывает нормальным.
- Линда Эллис Хейфер (Джулия Даффи) (сезоны: 2-4) — преподаватель истории в школе, где учатся Дрейк и Джош. Ненавидит Дрейка за его характер и любит Джоша, потому что он хороший ученик.
- Минди Крэншоу (Эллисон Скальотти) (сезоны: 2-4)— одноклассница Дрейка и Джоша. Сначала враждовала с Джошем и пыталась подставить Дрейка. Была исключена из школы и попала в «психушку», но в 3 и 4 сезоне появляется как девушка Джоша.
- Джэфф «Джеффри» Глейзер (Рорк Критчлоу) (сезоны: 2-3) — профессиональный доктор, живёт по соседству. Друг отца Джоша. Берёт 500 долларов за выписку рецепта и 100 долларов за осмотр. Его советы всегда очевидны и глупы.
- Группа Дрейка — рок-группа Дрейка, с которой он выступает на различных концертах. Составы группы меняются в зависимости от сезонов.
- Крейг Рамирес (Алек Медлок) (сезоны: 2-4) — друг Джоша, ботаник. Его и Эрика часто использует Дрейк. Более выносливый, чем Эрик.
- Эрик Блоновитз (Скотт Халберштадт) (сезоны 2-4) — друг Джоша, ботаник. Ходит в очках. Дрейк называет его Крейгом, путая Эрика с его другом. Его Дрейк использует больше, чем Крейга.

## Специальные эпизоды
- Дрейк и Джош едут в Голливуд (3 сезон)
- Очень Большая Креветка (4 сезон)

## Полнометражные фильмы
- Счастливого Рождества, Дрейк и Джош (Merry Christmas, Drake & Josh) (2008)

## Появления персонажей «Дрейка и Джоша» в других сериалах
- Дрейк Белл появился в роли Дрейка Паркера в эпизоде «iBloop» сериала «АйКарли». Назвал героиню Карли (Миранда Косгроув) именем Меган и спросил у неё, где Джош и Мама с Папой.
- Джош Пек появился в роли Джоша Николса в эпизоде «Wok Star» сериала «Виктория-победительница». Он посетил пьесу, автором которой была героиня Джейд Вест (Элизабет Гиллис), после пьесы похвалил Джейд, однако получил от нее резкий ответ.
- Дрейк Белл появился в эпизоде "April Fools Blank" сериала «Виктория-победительница». Он помог Тори (Виктория Джастис) сесть на стул, когда Джейд (Элизабет Гиллис) столкнула её. После того, как он заметил, что его снимает камера, запаниковал и убежал.
- Алек Мелдок в роли Крейга Рамиреса, Скотт Халберштадт в роли Эрика Блоновитза и Джейк Ферроу в роли Гэвина Митчелла, появились в эпизоде «Война фанатов» сериала «iCarly».
- Иветт Николь Браун появилась в роли Хелен Дюбуа в эпизоде «Хелен возвращается снова» сериала «Виктория-победительница». Сыграла роль нового директора Hollywood Arts.

## Награды
- 2004 Nickelodeon Kids' Choice Awards (США): Любимый детский телесериал
- 2006 Nickelodeon Kids' Choice Awards (США): Любимый телесериал
- 2006 Nickelodeon Kids' Choice Awards (США): Любимый актёр ТВ (Дрейк Белл)
- 2007 Nickelodeon Kids' Choice Awards (США): Любимый актёр ТВ (Дрейк Белл)
- 2007 Nickelodeon Kids' Choice Awards (Германия): Любимый актёр ТВ (Джош Пек)
- 2007 Nickelodeon Kids' Choice Awards (Великобритания): Любимый телесериал
- 2007 Nickelodeon Kids' Choice Awards (Великобритания): Любимый актёр ТВ (Дрейк Белл)
- 2007 Nickelodeon Kids' Choice Awards (Великобритания): Любимый певец (Дрейк Белл)
- 2008 Nickelodeon Kids' Choice Awards (США): Любимый актёр ТВ (Дрейк Белл)
- 2008 Nickelodeon Kids' Choice Awards (США): Любимый телесериал
- 2008 Nickelodeon Kids' Choice Awards (Бразилия): Любимый актёр ТВ (Дрейк Белл)
- 2008 Nickelodeon Kids' Choice Awards (Великобритания): Любимый телесериал
- 2008 Nickelodeon Kids' Choice Awards (Великобритания): Любимый актёр ТВ (Джош Пек)
- 2008 Nickelodeon Kids' Choice Awards (Австралия): Любимый комедийный сериал
- 2009 Nickelodeon Kids' Choice Awards (Новая Зеландия): Любимый комедийный сериал

## Другое

### Музыка в сериале
| Название               | Описание                                                                     |
| ---------------------- | ---------------------------------------------------------------------------- |
| «I Found a Way»        | Титульная песня сериала, исполняет Дрейк Белл.                               |
| Drake & Josh           | Саундтрек к сериалу.                                                         |
| «Makes Me Happy»       | Из спецвыпуска Дрейк и Джош: Огромная креветка, исполняет Дрейк Белл.        |
| «Jingle Bells»         | Из фильма Счастливого Рождества, Дрейк и Джош, исполняет Дрейк Белл.         |
| «Christmas Wrapping»   | Из фильма Счастливого Рождества, Дрейк и Джош, исполняет Миранда Косгроув.   |
| «12 Days of Christmas» | Из фильма Счастливого Рождества, Дрейк и Джош, исполняет Дрейк, Джош и дети. |

### Игры
| Игра                      | Издатель | Платформа        |
| ------------------------- | -------- | ---------------- |
| Drake & Josh              | THQ      | Game Boy Advance |
| Drake & Josh: Talent Show | THQ      | Nintendo DS      |

### Книги
Некоторые эпизоды из телесериала были новеллизированы. Книги про Дрейка и Джоша печатаются издательством Scholastic с 2006 года и преимущественно написаны по мотивам одной или нескольких серий телесериала. Все книги (их вышло семь) написаны Лори МакЕлрой.